# Arcángel

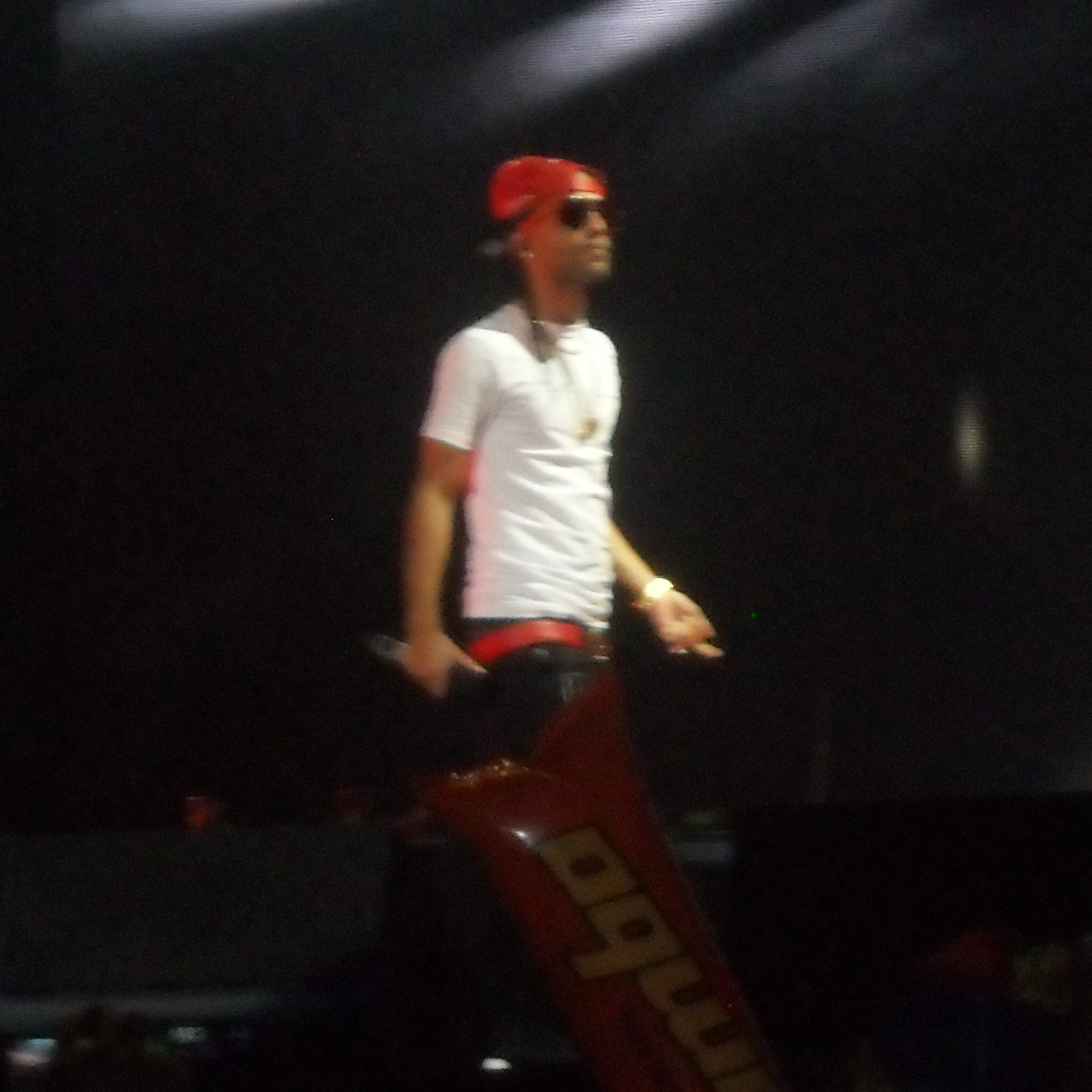
Arcángel (2013)

Arcángel (* 23. Dezember 1985 in New York; eigentlicher Name Austin Agustín Santos) ist ein US-amerikanischer Sänger und Songwriter. Bekannt wurde er durch seine Zusammenarbeit mit De La Ghetto unter dem Namen Arcángel y De La Ghetto.

## Leben
Arcángel wuchs in New York mit seiner dominikanischen Mutter, die Sängerin bei Las Chicas del Can werden wollte, auf. Er lernte den Sänger De La Ghetto kennen und produzierte mit selbigem Songs wie Ven pégate und Sorpresa. Im Jahr 2006 löste er sich von De La Ghetto und begann eine Solokarriere. Zu hören war er in DJ Nelsons Album Flow la Discoteka, Vol. 2 (2007) im Song Chica virtual. Sein erstes Soloalbum, La Maravilla, blieb unveröffentlicht. Schlussendlich veröffentlichte er Ende 2008 sein Debütalbum El fenómino, unter anderem in Zusammenarbeit mit Luny Tunes, Mambo Kingz, Tainy und Noriega. Einige der Songs dieses Albums waren ursprünglich für sein erstes Album, La Maravilla vorgesehen, darunter die Hitsingle Paque la pases bien. Ein weiterer Hit dieses Albums wurde Por amar a ciegas, was dem Album verhalf, in die Top 20 der Billboard-Latin-Charts aufzusteigen.
Im Jahr 2008 spielte Arcángel in dem Film Tod im Paradies mit und veröffentlichte sein erstes offizielles Album. Dieses ist den Genre Reggaeton bzw. Hip-Hop zuzuordnen.

## Diskografie

### Studioalben
| Jahr | Titel Musiklabel                                        | Höchstplatzierung, Gesamtwochen, AuszeichnungChartplatzierungen (Jahr, Titel, Musiklabel, Platzierungen, Wochen, Auszeichnungen, Anmerkungen) | Höchstplatzierung, Gesamtwochen, AuszeichnungChartplatzierungen (Jahr, Titel, Musiklabel, Platzierungen, Wochen, Auszeichnungen, Anmerkungen) | Höchstplatzierung, Gesamtwochen, AuszeichnungChartplatzierungen (Jahr, Titel, Musiklabel, Platzierungen, Wochen, Auszeichnungen, Anmerkungen) | Anmerkungen                                          |
| Jahr | Titel Musiklabel                                        | US | Latin | ES | Anmerkungen                                          |
| ---- | ------------------------------------------------------- | --- | --- | --- | ---------------------------------------------------- |
| 2008 | El fenómeno Mas Flow / Cinq Music                       | — | Latin14 (15 Wo.)Latin | — | Erstveröffentlichung: 8. Dezember 2008               |
| 2011 | Quijote de los sueños Sony Music                        | — | — | ES47 (4 Wo.)ES | Erstveröffentlichung: 11. Oktober 2011               |
| 2013 | Sentimiento, elegancia & maldad Pina Records            | US98 (1 Wo.)US | Latin1 Gold · (17 Wo.)Latin | — | Erstveröffentlichung: 19. November 2013              |
| 2015 | Los favoritos Pina Records                              | — | Latin— GoldLatin | — | Erstveröffentlichung: 11. Dezember 2015 mit DJ Luian |
| 2019 | Historias de un capricornio Rimas Entertainment         | — | Latin2 Platin · (45 Wo.)Latin | — | Erstveröffentlichung: 20. Dezember 2019              |
| 2020 | Los favoritos 2 Rimas Entertainment                     | US136 (1 Wo.)US | Latin5 (26 Wo.)Latin | ES9 (15 Wo.)ES | Erstveröffentlichung: 16. Oktober 2020               |
| 2021 | Los favoritos 2.5 Rimas Entertainment                   | — | Latin15 (1 Wo.)Latin | ES33 (3 Wo.)ES | Erstveröffentlichung: 17. September 2021             |
| 2022 | Sr. Santos Rimas Entertainment                          | US37 (2 Wo.)US | Latin3 (31 Wo.)Latin | ES10 (24 Wo.)ES | Erstveröffentlichung: 1. Dezember 2022               |
| 2023 | Sentimiento, elegancia y más maldad Rimas Entertainment | US195 (1 Wo.)US | Latin10 (9 Wo.)Latin | ES13 (10 Wo.)ES | Erstveröffentlichung: 17. November 2023              |
| 2024 | Papi arca Rimas Entertainment                           | — | — | ES96 (1 Wo.)ES | Erstveröffentlichung: 19. Dezember 2024              |
| 2025 | Sr. Santos II Suenos de Grandeza Rimas Entertainment    | — | Latin24 (… Wo.)Latin | ES45 (2 Wo.)ES | Erstveröffentlichung: 26. Juni 2025                  |

### Kollaboalben
- 2010: Golpe ce estado
- 2011: Armados y peligrosos
- 2012: El Imperio Nazza
- 2012: El Imperio Nazza: Gold Edition
- 2012: La Formula
- 2013: Imperio Nazza: Top Secret Edition
- 2013: Imperio Nazza 3
- 2013: Más flow 3
- 2017: Las nuevas amenazas (mit Del La Ghetto)

### iTunes-Alben
- 2004: Arcangel
- 2009: La Maravilla Finest Hits
- 2009: Special edition vol.1
- 2010: La Maravilla, Vol.2

### Mixtapes
- 2006: K-Libre
- 2007: The New King
- 2007: K-Libre: Special Edition
- 2008: Captain America
- 2009: Los Metalicos Old 18+
- 2009: The Hit Maker
- 2010: The Problem Child
- 2010: Optimus A.R.C.A.

### Singles
| Jahr | Titel Album                                       | Höchstplatzierung, Gesamtwochen, AuszeichnungChartplatzierungen (Jahr, Titel, Album, Platzierungen, Wochen, Auszeichnungen, Anmerkungen) | Höchstplatzierung, Gesamtwochen, AuszeichnungChartplatzierungen (Jahr, Titel, Album, Platzierungen, Wochen, Auszeichnungen, Anmerkungen) | Höchstplatzierung, Gesamtwochen, AuszeichnungChartplatzierungen (Jahr, Titel, Album, Platzierungen, Wochen, Auszeichnungen, Anmerkungen) | Anmerkungen |
| Jahr | Titel Album                                       | US | Latin | ES | Anmerkungen |
| --- | ------------------------------------------------- | --- | --- | --- | --- |
| 2008 | Por amar a ciegas El Fenómeno                     | — | Latin35 (9 Wo.)Latin | — | Erstveröffentlichung: September 2008                                                                                      |
| 2012 | Diosa de los corazones La Fórmula                 | — | Latin4 Gold · (20 Wo.)Latin | — | Erstveröffentlichung: 20. August 2012 mit Zion y Lennox, Lobo, RKM & Ken-Y                                                |
| 2013 | Hace mucho tiempo Sentimiento, Elegancia & Maldad | — | Latin34 Platin · (5 Wo.)Latin | — | Erstveröffentlichung: 21. Juni 2013                                                                                       |
| 2015 | Tu cuerpo me hace bien Los favoritos              | — | Latin50 (1 Wo.)Latin | — | mit DJ Luian |
| 2015 | 50 sombras de Austin Los favoritos                | — | Latin21 Platin · (18 Wo.)Latin | — | mit DJ Luian |
| 2017 | Mas que ayer –                                    | — | Latin41 Gold · (10 Wo.)Latin | — | Erstveröffentlichung: 10. Februar 2017 mit De La Ghetto                                                                   |
| 2017 | Ahora dice –                                      | — | Latin7 (26 Wo.)Latin | ES7 ×4Vierfachplatin · (53 Wo.)ES | Erstveröffentlichung: 17. März 2017 Chris Jeday presenta J Balvin, Ozuna & Arcangel                                       |
| 2017 | Me acostumbre –                                   | US— PlatinUS | Latin28 (15 Wo.)Latin | — | Erstveröffentlichung: 11. April 2017 mit Bad Bunny                                                                        |
| 2017 | Tu sabes que te quiero –                          | — | Latin30 (4 Wo.)Latin | — | Erstveröffentlichung: 28. Juli 2017 mit Chucho Flash                                                                      |
| 2018 | Zum zum –                                         | — | Latin23 (20 Wo.)Latin | ES58 (9 Wo.)ES | Erstveröffentlichung: 15. Juni 2018 mit Daddy Yankee, RKM & Ken-Y                                                         |
| 2018 | Original Ares                                     | — | Latin28 (20 Wo.)Latin | ES82 Gold · (3 Wo.)ES | Erstveröffentlichung: 29. Juni 2018 mit Bad Bunny                                                                         |
| 2019 | Ven y hazlo tu –                                  | — | Latin39 (2 Wo.)Latin | ES56 (2 Wo.)ES | Erstveröffentlichung: 16. Mai 2019 mit Nicky Jam, J Balvin & Anuel AA                                                     |
| 2019 | Tú no amas –                                      | — | Latin— ×8AchtfachplatinLatin | ES39 Gold · (8 Wo.)ES | Erstveröffentlichung: 19. Juni 2019 mit Anuel AA, Karol G, DJ Luian & Mambo Kingz                                         |
| 2019 | 105 °F (Remix) –                                  | — | Latin— ×4VierfachplatinLatin | ES32 ×2Doppelplatin · (23 Wo.)ES | Erstveröffentlichung: 12. September 2019 mit KEVVO, Farruko, Chencho Corleone, Darell, Ñengo Flow, Brytiago & Myke Towers |
| 2019 | Perreito (Remix) Normal                           | — | Latin41 (1 Wo.)Latin | — | Erstveröffentlichung: 27. September 2019 mit Mariah & Darell                                                              |
| 2019 | Sigues con él –                                   | US78 (3 Wo.)US | Latin3 ×8Achtfachplatin · (31 Wo.)Latin                                                                                                  | ES16 Platin · (18 Wo.)ES | Erstveröffentlichung: 13. Dezember 2019 mit Sech                                                                          |
| 2020 | Enemigos ocultos Enoc                             | — | Latin17 (3 Wo.)Latin | ES23 Gold · (4 Wo.)ES | Erstveröffentlichung: 1. September 2020 mit Ozuna, Cosculluela, Wisin, Myke Towers & Juanka                               |
| 2020 | +Linda (Remix) –                                  | — | Latin43 (8 Wo.)Latin | — | Erstveröffentlichung: 18. September 2020 mit Dalex, Manuel Turizo, De La Ghetto & Beele                                   |
| 2020 | Tussi Los Favoritos 2                             | — | Latin— GoldLatin | ES24 Platin · (23 Wo.)ES | Erstveröffentlichung: 18. September 2020 feat. Justin Quiles, Eladio Carrión & De La Ghetto                               |
| 2020 | Amantes y amigos Los Favoritos 2                  | — | Latin26 (11 Wo.)Latin | ES74 (2 Wo.)ES | Erstveröffentlichung: 2. Oktober 2020 mit Sech                                                                            |
| 2020 | Only Fans (Remix) –                               | — | Latin— ×2DoppelplatinLatin | ES94 Gold · (3 Wo.)ES | Erstveröffentlichung: 23. Oktober 2020 mit Young Martino, Lunay, Myke Towers & Jhay Cortez                                |
| 2021 | Te acuerdas 42                                    | — | Latin35 (1 Wo.)Latin | — | Erstveröffentlichung: 19. März 2021 mit Sech                                                                              |
| 2021 | Como si nah –                                     | — | — | ES82 (4 Wo.)ES | Erstveröffentlichung: 25. März 2021 mit Justin Quiles, Dalex & Kevvo                                                      |
| 2021 | Si Te Veo Los Favoritos 2.5                       | — | Latin44 (3 Wo.)Latin | ES43 Gold · (7 Wo.)ES | Erstveröffentlichung: 7. Mai 2021 mit Jay Wheeler & Miky Woodz                                                            |
| 2021 | Se le ve –                                        | — | Latin— ×3DreifachplatinLatin | ES96 Platin · (4 Wo.)ES | Erstveröffentlichung: 12. August 2021 mit Sech, Dalex, Rich Music Ltd. & Justin Quiles                                    |
| 2022 | JS4E Sr. Senos                                    | — | Latin23 (4 Wo.)Latin | ES46 Gold · (7 Wo.)ES | Erstveröffentlichung: 21. November 2022                                                                                   |
| 2022 | La jumpa Sr. Senos                                | US68 (1 Wo.)US | Latin3 (21 Wo.)Latin | ES1 ×6Sechsfachplatin · (39 Wo.)ES | Erstveröffentlichung: 30. November 2022 feat. Bad Bunny                                                                   |
| 2023 | Arcángel: Bzrp Music Sessions, Vol. 54 –          | — | Latin34 (1 Wo.)Latin | ES3 Platin · (9 Wo.)ES | Erstveröffentlichung: 22. März 2023 mit Bizarrap                                                                          |
| 2023 | La Chamba Sentimiento, Elegancia y Más Maldad     | — | Latin50 (1 Wo.)Latin | — | Erstveröffentlichung: 30. Oktober 2023 mit Peso Pluma                                                                     |
| Folgende Lieder erschienen nicht als Single, wurden aber durch das Album zum Download und Streaming bereitgestellt und konnten somit eine Platzierung erlangen: |                                                   | | | | |
| |                                                   | | | | |
| 2020 | Infeliz Historias de un capricornio               | — | Latin33 ×2Doppelplatin · (8 Wo.)Latin | ES57 Platin · (8 Wo.)ES | feat. Bad Bunny |
| 2020 | Satisfacción Los Favoritos 2                      | — | — | ES94 (1 Wo.)ES | feat. Myke Towers |
| 2022 | Bottas Sr. Senos                                  | — | — | ES79 (1 Wo.)ES | mit Duki & Bizarrap |
| 2022 | La Ruta Sr. Senos                                 | — | Latin45 (1 Wo.)Latin | — | mit YOVNGCHIMI |
| 2022 | Pasiempre Data                                    | — | Latin28 (2 Wo.)Latin | ES32 Platin · (4 Wo.)ES | mit Tainy & Jhayco feat. Myke Towers, Omar Courtz & Arca                                                                  |
| 2023 | Acho PR Nadie sabe lo que va a pasar mañana       | US83 (1 Wo.)US | Latin24 (2 Wo.)Latin | ES22 Gold · (2 Wo.)ES | Charteinstieg: 20. Oktober 2023 mit Bad Bunny, Ñengo Flow & De La Ghetto                                                  |
| 2023 | Los roques Sentimiento, Elegancia y Más Maldad    | — | — | ES87 (1 Wo.)ES | feat. Quevedo |
| 2023 | ALV Sentimiento, Elegancia y Más Maldad           | — | Latin39 (10 Wo.)Latin | — | mit Grupo Frontera |

Weitere Singles
- 2008: Pa’ que la pases bien (ES: Gold)
- 2009: Feliz navidad
- 2010: Feliz navidad 2
- 2010: La velita (feat. Ivy Queen, Zion & Jadiel)
- 2011: Mi voz, mi estilo & mi flow
- 2011: Feliz navidad 3
- 2012: Me prefieres a mí (US: Platin (Latin))
- 2012: Guaya (feat. Daddy Yankee)
- 2012: La dupleta (feat. Daddy Yankee)
- 2012: Flow violento
- 2012: Rico para siempre
- 2012: Feliz navidad 4
- 2013: Ella me dice (feat. Zion)
- 2013: Sola (US: Gold (Latin))
- 2013: Feliz navidad 5
- 2013: Contigo quiero amores (US: Gold (Latin))
- 2016: Me ama me odia (ES: Gold, US: ×4Vierfachplatin (Latin) )
- 2017: Tacos altos (Arcángel, Noriel, Farruko und Bryant Myers, ES: Gold, US: Gold (Latin))
- 2017: Po’ encima (feat. Bryant Myers, ES: Platin)
- 2017: Te Robo (Remix) (Gigolo & La Exce, Arcángel, De La Ghetto, US: Platin (Latin))
- 2019: Memoria rota (Arcángel, Myke Towers, US: Platin (Latin))
- 2019: Invicto (US: Gold (Latin))
- 2019: Te esperaré (US: Gold (Latin))
- 2019: Mantecado de Coco (mit Nio Garcia, Bryant Myers & Young Blade, US: Gold (Latin))
- 2019: Rasta Barbie (Remix) (mit Gigola y La Exce, Myke Towers, El Alfa & Farruko, ES: Gold)
- 2020: Sigues con él (Remix) (US: ×3Dreifachplatin (Latin) )
- 2020: La calle (mit Alex Sensation, Myke Towers, Jhay Cortez, De La Ghetto & Darell, ES: Gold)
- 2020: Mi Estilo de Vida II (mit Ñejo, Kenai, Rauw Alejandro, Miky Woodz, Myke Towers & Ñengo Flow, ES: Gold)
- 2021: Te va bien (Kevvo, Arcángel, Becky G, feat. Darell, US: Platin (Latin))

### Gastbeiträge
| Jahr | Titel Album                         | Höchstplatzierung, Gesamtwochen, AuszeichnungChartplatzierungen (Jahr, Titel, Album, Platzierungen, Wochen, Auszeichnungen, Anmerkungen) | Höchstplatzierung, Gesamtwochen, AuszeichnungChartplatzierungen (Jahr, Titel, Album, Platzierungen, Wochen, Auszeichnungen, Anmerkungen) | Höchstplatzierung, Gesamtwochen, AuszeichnungChartplatzierungen (Jahr, Titel, Album, Platzierungen, Wochen, Auszeichnungen, Anmerkungen) | Anmerkungen |
| Jahr | Titel Album                         | US | Latin | ES | Anmerkungen |
| --- | ----------------------------------- | --- | --- | --- | --- |
| 2007 | Chica virtual Flow la Discoteka 2   | — | Latin22 (9 Wo.)Latin | — | DJ Nelson feat. Arcángel                                                                                            |
| 2009 | Sentimiento Babilla                 | — | Latin34 (5 Wo.)Latin | — | Vico C feat. Arcángel                                                                                               |
| 2010 | Mi amor es pobre –                  | — | Latin24 (16 Wo.)Latin | — | Tony Dize feat. Ken-Y feat. Arcángel                                                                                |
| 2010 | Caliente –                          | — | Latin42 (3 Wo.)Latin | — | Dyland y Lenny feat. Arcángel                                                                                       |
| 2015 | Me matas The Beginning              | — | Latin98 (1 Wo.)Latin | — | Erstveröffentlichung: 22. Oktober 2015 Kevin Roldan feat. Arcángel                                                  |
| 2016 | La ocasión –                        | — | Latin21 ×8Diamant + Achtfachplatin · (20 Wo.)Latin                                                                                       | ES— PlatinES | Erstveröffentlichung: 16. Februar 2016 DJ Luian feat. De La Ghetto, Ozuna, Arcángel & Anuel AA                      |
| 2016 | Si no te quiere –                   | — | Latin19 (26 Wo.)Latin | — | Erstveröffentlichung: 8. Juli 2016 Ozuna feat. Arcángel & Farruko                                                   |
| 2016 | Diles (Remix) –                     | — | Latin— ×4VierfachplatinLatin | ES85 ×4Vierfachplatin · (10 Wo.)ES | Erstveröffentlichung: 26. August 2016 Ozuna, Bad Bunny & Farruko feat. Arcángel, Ñengo Flow, DJ Luian & Mambo Kings |
| 2016 | Tu no vive así –                    | — | Latin20 ×9Neunfachplatin · (22 Wo.)Latin                                                                                                 | ES— ×2DoppelplatinES | Erstveröffentlichung: 30. September 2016 Mambo Kingz & DJ Luian Presenta Arcángel & Bad Bunny                       |
| 2016 | DM (Remix) –                        | — | Latin33 (2 Wo.)Latin | — | Erstveröffentlichung: 26. Dezember 2016 Mueka feat. Cosculluela, J Balvin, Arcángel & De La Ghetto                  |
| 2017 | Vitamina –                          | — | Latin49 (1 Wo.)Latin | — | Erstveröffentlichung: 23. November 2017 Maluma feat. Arcángel                                                       |
| 2018 | Dime –                              | — | Latin21 Gold · (7 Wo.)Latin | — | Erstveröffentlichung: 23. März 2018 Revol, J Balvin & Bad Bunny feat. Arcángel & De La Ghetto                       |
| 2018 | Satisfacción –                      | — | Latin35 (1 Wo.)Latin | — | Erstveröffentlichung: 3. August 2018 Nicky Jam feat. Bad Bunny & Arcángel                                           |
| 2019 | Si se da (Remix) –                  | — | Latin— ×3Diamant + DreifachplatinLatin                                                                                                   | ES24 ×3Dreifachplatin · (15 Wo.)ES | Erstveröffentlichung: 2. August 2019 Myke Towers feat. Farruko, Arcángel, Zion & Zech                               |
| 2020 | Wow                                 | — | Latin36 Gold · (1 Wo.)Latin | ES88 (1 Wo.)ES | Erstveröffentlichung: 17. September 2020 Bryant Myers, Nicky Jam & El Alfa feat. Arcángel & Darrell                 |
| 2024 | Peso Completo Éxodo                 | — | Latin42 (1 Wo.)Latin | — | Erstveröffentlichung: 11. April 2024 Peso Pluma feat. Arcángel                                                      |
| Folgende Lieder erschienen nicht als Single, wurden aber durch das Album zum Download und Streaming bereitgestellt und konnten somit eine Platzierung erlangen: |                                     | | | | |
| |                                     | | | | |
| 2018 | De las 2 Trap Capos II              | — | Latin47 (1 Wo.)Latin | ES— PlatinES | Noriel & Trap Capos feat. Bad Bunny feat. Arcángel                                                                  |
| 2020 | Soy una gárgola Afrodisíaco         | — | — | ES66 Gold · (2 Wo.)ES | Rauw Alejandro feat. Arcángel & Randy                                                                               |
| 2020 | P FKN R YHLQMDLG                    | — | Latin19 (5 Wo.)Latin | ES48 Gold · (3 Wo.)ES | Bad Bunny feat. Kendo Kaponi & Arcángel                                                                             |
| 2023 | Laguna Estrella                     | — | — | ES56 (2 Wo.)ES | Mora feat. Arcángel                                                                                                 |
| 2024 | Tanta droga Sol María               | — | — | ES54 (1 Wo.)ES | Eladio Carrión feat. Arcángel & De La Ghetto                                                                        |
| 2024 | Flowhot The Academy: Segunda Misión | — | — | ES69 (1 Wo.)ES | Dímelo Flow, Justin Quiles, Sech, Dalex & Lenny Tavárez feat. Arcángel, De La Ghetto & Randy                        |
| 2024 | Wake Up & Bake Up Ameri             | — | — | ES86 (1 Wo.)ES | Duki feat. Wiz Khalifa & Arcángel                                                                                   |

Weitere Gastbeiträge
- 2010: Traime a tu amiga (Farruko feat. Voltio & Arcángel, US: ×2Doppelplatin (Latin) )
- 2016: Ella y yo (Remix) (Pepe Quintana feat. Farruko, Ozuna, Arcángel, Anuel AA, Bryant Myers, Kevin Roldan, Ñengo Flow, Alexio La Bestia & Nejo, US: Gold (Latin))
- 2016: Un polvo (Maluma feat. Bad Bunny, Arcángel, Ñengo Flow & De La Ghetto, ES: Gold)
- 2017: Te lo meto yo (Pepe Quintana feat. Lary Over, Farruko, Arcángel & Tempo, US: Platin (Latin))
- 2017: La ocasión (Remix) (DJ Luian & Mambo Kingz feat. De La Ghetto, Ozuna, Arcángel, Anuel AA, Daddy Yankee, Nicky Jam, Farruko, J Balvin & Zion, US: ×4Vierfachplatin (Latin) )
- 2017: Me mata (Bad Bunny, DJ Luian & Mambo Kingz feat. Arcángel, Almighty, Bryant Myers, Baby Rasta, Noriel & Brytiago, US: ×2Doppeldiamant + Platin (Latin) )
- 2017: Soy peor (Remix) (Bad Bunny feat. J. Balvin, Ozuna & Arcángel, US: Platin (Latin))
- 2017: Si tu lo dejas (Rvssian feat. Nicky Jam, Arcángel, Farruko und Konshens, US: ×6Sechsfachplatin (Latin) )
- 2019: Música (DJ Luian & Mambo Kingz feat. Darrell, Wisin, Farruko, Arcángel & Myke Towers, US: ×2Doppelplatin (Latin) )
- 2020: Tócame (Anitta feat. Arcángel & De La Ghetto)
- 2020: A correr los lakers (Remix) (El Alfa feat. Arcángel, Nicky Jam, Ozuna & Secreto el Famoso Biberon, ES: Gold)
- 2023: Baby Father 2.0 (Yovngchimi feat. Myke Towers, Arcángel, Ñengo Flow & Yeruza, US: Platin (Latin))

## Auszeichnungen für Musikverkäufe
| Goldene Schallplatte - Brasilien - 2024: für die Single Ahora dice - Italien - 2017: für die Single Ahora dice - Mexiko - 2024: für die Single Satisfacción (Nicky Jam-Lied) - 2024: für die Single Peso Completo - 2025: für die Single Arcángel: Bzrp Music Sessions, Vol. 54 - Portugal - 2022: für die Single Tócame | Platin-Schallplatte - Chile - 2017: für die Single Ahora dice |

Anmerkung: Auszeichnungen in Ländern aus den Charttabellen bzw. Chartboxen sind in ebendiesen zu finden.
| Land/RegionAuszeichnungen für Musikverkäufe (Land/Region, Auszeichnungen, Verkäufe, Quellen) | Gold       | Platin         | Diamant     | Verkäufe  | Quellen             |
| -------------------------------------------------------------------------------------------- | ---------- | -------------- | ----------- | --------- | ------------------- |
| Brasilien (PMB)                                                                              | Gold1      | —              | —           | 20.000    | pro-musicabr.org.br |
| Chile (IFPI)                                                                                 | —          | Platin1        | —           | 80.000    | profovi.cl          |
| Italien (FIMI)                                                                               | Gold1      | —              | —           | 25.000    | fimi.it             |
| Mexiko (AMPROFON)                                                                            | 3× Gold3   | —              | —           | 170.000   | amprofon.com.mx     |
| Portugal (AFP)                                                                               | Gold1      | —              | —           | 5.000     | Einzelnachweise     |
| Spanien (Promusicae)                                                                         | 17× Gold17 | 30× Platin30   | —           | 2.240.000 | elportaldemusica.es |
| Vereinigte Staaten (RIAA)                                                                    | 14× Gold14 | 83× Platin83   | 4× Diamant4 | 7.800.000 | riaa.com            |
| Insgesamt                                                                                    | 37× Gold37 | 114× Platin114 | 4× Diamant4 |           |                     |

## Filmografie
- 2008: Muerte en el paradíso